# Pedro de Morais Raposo
Pedro de Morais Raposo foi um bandeirante paulista, um dos primeiros povoadores do Rio das Mortes: era filho do coronel Carlos de Morais Navarro e de Maria Raposo, filha do mestre de campo Antônio Raposo Tavares e de sua primeira esposa, Beatriz Furtado de Mendonça (volume VI da mesma obra, página 450). Carlos, como se lê no volume VII da «Genealogia Paulistana» de Silva Leme, tinha 14 anos em 1647
Coronel das ordenanças de São João de El-Rei, Pedro teve estabelecimento nas minas do Rio das Mortes.
Havia entrado com Artur de Sá e Menezes para o Rio das Velhas, e com seus parentes fundado o arraial dos Raposos, o mais opulento da região. Estava em 1706 no Rio das Velhas, segundo conta o códice Costa Matoso:
«Naquele tempo mal se podia ser juiz com tais mordomos, pois não se executavam as suas Ordens e para o abono ou clareza logo quando viemos a estas Minas, comprou um pobre um capado por 10 oitavas de ouro para seu negocio e, antes de o matar, andaram mais ligeiros os escravos de um Paulista chamado Pedro de Morais. E queixando-se o dono do capado ao dito Paulista, lhe respondeu que se ele senhor do capado, justificasse em como os seus escravos o tinham morto, o pagaria. Fez o pobre homem a sua justificação perante o guarda-mor Borba Gato, lealmente, o qual mandou se pagasse o dito furto e vindo o pobre a pedir-lhe as ditas 10 oitavas, lhe respondeu o Paulista que quando disse que justificasse, fora só para ter o prazer duma demanda com ele. E assim ficaram até hoje.»
Em 6 de janeiro de 1706, atendendo ao pedido do povo do Rio das Mortes, por ocasião de incidente com os carijós no arraial da Ponta do Morro, D. Fernando enviou homem sincero e respeitado como regente do distrito, com poderes discricionários: era este capitão-mor Pedro de Morais Raposo, paulista a quem deu o Regimento da mesma data: « 1°- Fará tudo quanto se lhe ordenar; 2°- Alistará brancos e escravos para defenderem o Rio de Janeiro; 3° - cobrará os quintos e tomará contas a guardas-mores e administradores das datas Reais; 4°- Administrará no civel e no criminal; 5°- Prenderá assassinos e criminosos; 6°- Levantará corpo de milicias com privilégio de ordenança.»
Raposo era antigo nas Minas, subira com Artur de Sá e Menezes e ajudara a socavar o Rio das Velhas, onde com seus parentes fundou o opulentissimo arraial dos Raposos. Foi a primeira autoridade no Rio das Mortes: tal seu zelo e capacidade que foi elevado em 8 de fevereiro de 1708 a Superintendente do distrito. Desde a retirada de Vaz Pinto para o Rio de Janeiro, a ida de Silva Bueno para São Paulo, abandonando a lavra na serra do Ouro Preto, Borba Gato rumando para sua fazenda no rio Paraopeba, Morais Raposo passou a ser a única autoridade.
Em 8 de fevereiro de 1707 o governador D. Fernando nomeou por patente Pedro de Morais Raposo como capitão-mor do Rio das Mortes, e este se conservou sempre equidistante na guerra dos emboabas.

## Casamento e posteridade
Pedro casou com Ana Moreira de Godói, filha de Gaspar de Godói Moreira e de Custódia Moreira (ver Genealogia Paulistana, volume VI página 103). Teve apenas dois filhos:
- 1 - Custódia Moreira, esposa de Manoel da Costa Gouveia, capitão-mor de São João de El-Rei, irmão de Dom Valim da Costa Gouveia, arcebispo de Lacedemonia. Um dos filhos do casal, José Joaquim da Costa Gouvêa, será guarda-mor das terras e águas minerais, casado com Rosa Felicia de Valois.
- 2 - Sargento-mor Antonio de Moraes de Godói, falecido solteiro no Rio das Mortes.